# یواس‌اس تی-۳ (اس‌اس-۶۱)
یواس‌اس تی-۳ (اس‌اس-۶۱) (به انگلیسی: USS T-3 (SS-61)) یک زیردریایی بود که طول آن ۲۶۸ فوت ۹ اینچ (۸۱٫۹۲ متر) بود. این زیردریایی در سال ۱۹۱۹ ساخته شد.